# Byrrhus geminatus
Byrrhus geminatus är en skalbaggsart som beskrevs av Leconte 1854. Byrrhus geminatus ingår i släktet Byrrhus och familjen kulbaggar. Inga underarter finns listade i Catalogue of Life.